# Honori II
Honori II —nom de bateig Lamberto Scannabecchi— (Fagnano, ? -Roma, 13 de febrer de 1130) fou papa de Roma del 1124 al 1130.
L'any 1117 fou nomenat cardenal d'Òstia pel papa Gelasi II i posteriorment es va convertir en un dels seus col·laboradors més propers; quan el papa va ser exiliat el va acompanyar a França. Més endavant, amb Calixt II, va actuar com a legat papal i va participar amb efectivitat en les negociacions que portarien a la firma, en 1122, del Concordat de Worms que posaria fi a la querella de les investidures.
Després de la mort de Calixt II, la tradicional influència imperial en les eleccions papals havia desaparegut a causa de la immediata mort de l'emperador Enric V. Aquesta oportunitat favorable no va ser aprofitada per l'Església, ja que els cardenals estaven dividits en dues faccions que comptaven amb el suport, respectivament, de les famílies Pierleoni i Frangipani. Aquesta situació dugué que s'escollissin dos papes: Honori II i Celestí II. El previsible cisma va quedar avortat quan Celestí II va renunciar per decisió pròpia i Honori va ser consagrat bisbe de Roma el 21 de desembre del 1124.
Immediatament va haver de decidir sobre la successió d'Enric V en el tron imperial, ja que el pretenien tres candidats: Lotari, duc de Saxònia, Frederic duc de Suàbia i Conrad, duc de Francònia. L'elecció havia de tenir lloc en una assemblea composta per set prínceps electors, tres eclesiàstics i quatre nobles, entre els quals es trobaven els tres candidats al tron; però com que els electors eclesiàstics estaven influïts pel Papa, Honori era qui tenia la clau de l'elecció. Es va decantar pel duc de Saxònia, Lotari, que el 1125, es va convertir en el rei alemany Lotari II, en ser el candidat més propens a respectar el Concordat de Worms. El 1127 al morir el duc Guillem de Calàbria i d'Apúlia, Honori es va oposar, en un primer moment, que el comte Roger II de Sicília en fos el successor, tot i que posteriorment es va veure obligat a reconèixer-lo.
Durant el seu pontificat, Bernat de Claravall va redactar la regla per la qual es regiria l'Orde del Temple, acabada de crear i que seria reconeguda oficialment per Honori en el concili de Troyes. Honori també va combatre l'heretgia dels albigesos motiu pel qual va convocar un concili a Tolosa de Llenguadoc.
Honori II va morir el 13 de febrer del 1130 en el convent de Sant Gregori, on s'havia retirat al sentir-se malalt. El seu cos va ser inhumat en la Basílica de Sant Joan del Laterà.